# يو إف سي 82
يو إف سي 82: فخر البطل (بالإنجليزية: UFC 82: Pride of a Champion)‏ هو حدث لفنون القتال المختلطة نظمته يو إف سي، أُقيم في 1 مارس 2008، على نيشن وايد أرينا في كولومبوس، أوهايو، الولايات المتحدة.